# Жихаревка (Рязанская область)
Жи́харевка — деревня в Сасовском районе Рязанской области России. Входит в состав Нижнемальцевского сельского поселения.

## Географическое положение
Деревня находится в западной части Сасовского района, в 19 км к юго-западу от райцентра на реке Алёшне.
Ближайшие населённые пункты:
- посёлок Декабристы в 2 км к северу по грунтовой дороге;
- посёлок Сотницыно в 4,5 м к востоку по грунтовой и асфальтированной дороге;
- село Нижнее Мальцево в 500 м к юго-западу по грунтовой дороге.

## Население
| 1981 | 1989 | 2010 |
| ---- | ---- | ---- |
| 120  | ↘50  | ↘16  |

#### Известные уроженцы
- Ожогин, Андрей Матвеевич (1910—1949) — Герой Советского Союза.

## Транспорт
Железнодорожная станция Нижнемальцево находится в трёх километрах к северо-западу, в селе Аладьино Чучковского района.